# Günter Menges (Ökonom)

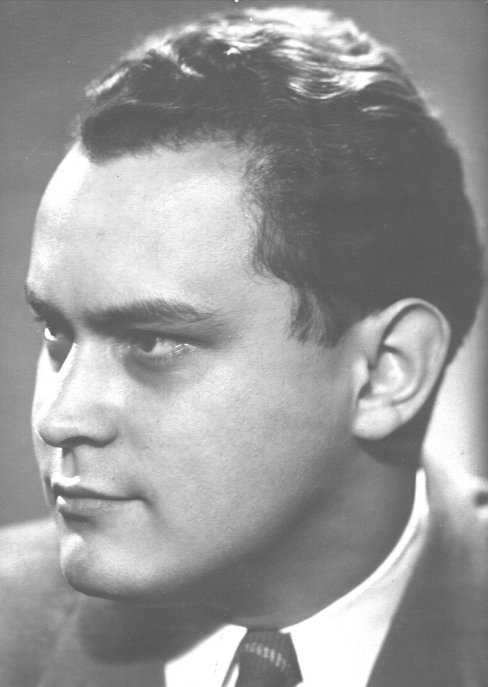
Günter Menges (Anfang/Mitte der 1950er Jahre)

Günter Menges (* 19. Juni 1929 in Darmstadt; † 10. Januar 1983 in Heidelberg) war ein deutscher Wirtschaftswissenschaftler und Statistiker.

## Leben
Günter Menges besuchte in Darmstadt das Realgymnasium bis zum Abitur im Jahr 1948. Er studierte an der Universität Frankfurt, war mit 23 Jahren Diplom-Kaufmann, erlangte mit 25 Jahren den Dr. rer. pol. an der Johann Wolfgang Goethe-Universität Frankfurt am Main, habilitierte sich dort im Jahr 1957 und erhielt die venia legendi in Statistik. Er wurde mit 29 Jahren zunächst außerordentlicher Professor, ein Jahr später ordentlicher Professor an der Universität des Saarlandes in Saarbrücken. Dort gründete er 1959 das Institut für europäische Statistik, dessen Direktor er bis 1970 war. Im Jahr 1970 nahm er einen Ruf auf einen Lehrstuhl für Ökonometrie am Alfred-Weber-Institut für Wirtschaftswissenschaften der Ruprecht-Karls-Universität Heidelberg an. Zu dieser Zeit leitete Rolf Wagenführ das Institut für international vergleichende Wirtschafts- und Sozialstatistik der Universität Heidelberg. Diesem folgte als Institutsleiter Günter Menges als Professor für Statistik und Ökonometrie. Er forschte auch am Institut für Arbeitsmarkt- und Berufsforschung an der Bundesanstalt für Arbeit.
Er war Gründer und von 1960 bis 1983 Herausgeber der Zeitschrift Statistische Hefte: internationale Zeitschrift für Theorie und Praxis, später weitergeführt als Statistical Papers. Er publizierte von 1954 bis 1983 (posthum erschienen 1984 zwei im Jahr 1983 eingereichte Aufsätze).

## Schriften (Auswahl)

### Als Autor
- Mit Stefan Huschens: The Information Problem in Decision Making. In: Theory and Decision. Band 16, Nr. 1, 1984, S. 45–58, doi:10.1007/BF00141674.
- Mit Stefan Huschens: Optimization in International Statistics: A Weighting and Decision Making Approach. In: Systems Analysis, Modelling, Simulation. Band 1, Nr. 2, 1984, ISSN 0232-9298, S. 169–172.
- Mit Stefan Huschens, Edward Kofler: Das Prognoseproblem als Entscheidungsproblem bei partieller Information. In: Allgemeines Statistisches Archiv. Band 67, 1983, ISSN 1614-0176, S. 126–176.
- Mit Stefan Huschens: Multivalente Gewichtungen. In: M. J. Beckmann, W. Eichhorn, W. Krelle (Hrsg.): Mathematische Systeme in der Ökonomie. Rudolf Henn zum 60. Geburtstag. Athenäum, Königstein/Ts. 1983, ISBN 3-7610-8290-8, S. 239–251.
- Mit Stefan Huschens: Drei Studien zur Methodologie der internationalen Statistik (= Diskussionsschriften. Band 3). Heidelberg: Univ., Inst. für Internat. vergleichende Wirtschafts und Sozialstatistik, 1982, DNB 209477334. Darin: Günter Menges: Modellierung und Messung globaler Phänomene (S. 1–8) und Günter Menges: O.R. in International Statistics (S. 17–28).
- Die Statistik. Zwölf Stationen des statistischen Arbeitens. Gabler, Wiesbaden 1982, ISBN 3-409-27074-4, doi:10.1007/978-3-663-13512-8.
- Die statistische Adäquation. In: Jahrbücher für Nationalökonomie und Statistik. Band 197, Nr. 4, 1982, S. 289–307, doi:10.1515/jbnst-1982-0402.
- Semantik in ökonomischen Informationssystemen – (Kurzfassung). In: Erich W. Streissler (Hrsg.): Information in der Wirtschaft – Verhandlungen auf der Arbeitstagung des Vereins für Socialpolitik in Graz 1981 (= Schriften des Vereins für Socialpolitik. Band 126). Duncker & Humblot, Berlin 1982, ISBN 978-3-428-05194-6, S. 269–271.
- Ätialität und Adäquation – Dem Andenken an Heinrich Hartwig (1907-1981). In: Statistische Hefte. Band 22, 1981, S. 144–149, doi:10.1007/BF02933552.
- Mit Edward Kofler, Roland Fahrion, Stefan Huschens, Uwe Kuß: Stochastische partielle Information (SPI). In: Statistische Hefte. Band 21, 1980, S. 160–167, doi:10.1007/BF02932738.
- Mit Eduard Kofler: Lineare partielle Information, „fuzziness“ und Vielziele-Optimierung. In: Proceedings in Operations Research. Band 8. Physica-Verlag, 1979, S. 427–434.
- Comparison of decision models and some suggestions. In: Maurice Allais, Ole Hagen (Hrsg.): Expected Utility Hypotheses and the Allais Paradox. Contemporary Discussions of the Decisions under Uncertainty with Allais´ Rejoinder. Reidel, Dordrecht 1979, ISBN 90-481-8354-5, S. 411–433.
- Das Heidelberger Modell (und ein paar grundsätzliche Reflexionen). In: Joachim Frohn (Hrsg.): Makroökonometrische Modelle für die Bundesrepublik Deutschland. Vandenhoeck und Ruprecht, Göttingen 1978, ISBN 3-525-11183-5.
- Mit Eduard Kofler: Die Strukturierung von Unbestimmtheiten und eine Verallgemeinerung des Axiomensystems von Kolmogoroff. In: Statistische Hefte. Band 18, 1977, S. 297–302, doi:10.1007/BF02932789.
- Mit Hartmut Sangmeister: Europäische Wirtschaftskunde: statistische Vorlesungen über die Wirtschaft der Neun. 2. Auflage. Klostermann, Frankfurt am Main 1977, ISBN 3-409-27074-4.
- Deskription und Inferenz (Moderne Aspekte der Frankfurter Schule). In: Allgemeines Statistisches Archiv. Band 60, 1976, S. 290–319.
- Mit Edward Kofler: Entscheidungen bei unvollständiger Information. Springer, Berlin / Heidelberg / New York 1976, ISBN 3-540-07993-9.
- Mit Eduard Kofler: Cognitive Decisions under Partial Information. In: Radu J. Bogdan (Hrsg.): Local Induction. Reidel, Dordrecht 1976, ISBN 94-011-9801-2, S. 183–189, doi:10.1007/978-94-011-9799-1_7.
- Mit Heinz J. Skala: On the Problem of Vagueness in the Social Sciences. In: Günter Menges (Hrsg.): Information, Inference and Decision (= Theory and Decision Library. Band 1). D. Reidel, Dordrecht/Boston 1974, ISBN 90-277-0423-6, S. 51–61, doi:10.1007/978-94-010-2159-3.
- Mit Peter Beutel: Triangulation der nach 11 Sektoren gegliederten Input-output-Tabellen der Länder der alten EWG. In: Statistische Hefte. Band 15, 1974, S. 276, doi:10.1007/BF02922911.
- Mit Peter Beutel: Die Produktionsstruktur von fünf EWG-Ländern (= Diskussionsschriften der Wirtschaftswissenschaftlichen Fakultät. Band 42). Universität Heidelberg, Fachgruppe Wirtschaftswissenschaften, Heidelberg 1974, DNB 880619937.
- Grundmodelle wirtschaftlicher Entscheidungen. 2., erweiterte  Auflage. Westdeutscher Verlag, Opladen 1974, ISBN 3-531-11156-6.
- Economic decision making. Longman Group, London 1974, ISBN 0-582-45005-5.
- Wie gut sind Prognosen? In: Mitteilungen aus der Arbeitsmarkt- und Berufsforschung. Band 7, Nr. 3, 1974, S. 242–250 (iab.de [PDF]).
- Mit Stephanus L. Louwes, Herbert Diehl: A decision model for the determination of optimal statistical programmes (= Diskussionsschriften der Wirtschaftswissenschaftlichen Fakultät. Band 29). Universität Heidelberg, Wirtschaftswissenschaftliche Fakultät, Heidelberg 1973, DNB 880736070.
- Elemente einer objektiven Theorie des induktiven Verhaltens (= Diskussionsschriften der Wirtschaftswissenschaftlichen Fakultät. Band 36). Universität Heidelberg, Wirtschaftswissenschaftliche Fakultät, Heidelberg 1973, DNB 880619872.
- A-priori-Bewertung von Prognosen (= Diskussionsschriften der Wirtschaftswissenschaftlichen Fakultät. Band 33). Universität Heidelberg, Fachgruppe Wirtschaftswissenschaften, Heidelberg 1973, DNB 880591382.
- Laudatio auf Jacob Marschak. In: Heidelberger Jahrbücher XVII (= Heidelberger Jahrbücher. Band 17). Springer, Berlin / Heidelberg 1973, ISBN 978-3-540-06351-3, S. 12–13, doi:10.1007/978-3-642-80773-2_2.
- Mit Heinz J. Skala: Grundriß der Statistik. Teil 2: Daten. Westdeutscher Verlag, Opladen 1973, ISBN 3-531-11093-4.
- Grundriß der Statistik. Teil 1: Theorie. 2. Auflage. Westdeutscher Verlag, Köln / Opladen 1972, ISBN 3-531-11070-5.
- Measuring social utility and the substitution axiom (= Diskussionsschriften der Wirtschaftswissenschaftlichen Fakultät. Band 18). Universität Heidelberg, Wirtschaftswissenschaftliche Fakultät, Heidelberg 1972, DNB 880591587.
- Semantische Information und statistische Inferenz. In: Biometrische Zeitschrift. Band 14, 1972, S. 409–418.
- Mit Heinz J. Skala: Main concepts of game and decision theory – Part I: Game theory (= Diskussionsschriften der Wirtschaftswissenschaftlichen Fakultät. Band 17). Universität Heidelberg, Wirtschaftswissenschaftliche Fakultät, 1971, DNB 880685239.
- Mit Bernd Leiner: Ökonometrische Untersuchungen über die Wirtschaft Maltas unter besonderer Berücksichtigung des Tourismus. Hain, Meisenheim am Glan 1971, ISBN 3-445-00806-X.
- Mit Gert Elstermann, Heinrich Rommelfanger: Kapazitätsmodelle. Beltz, Weinheim[/Bergstr.] / Berlin / Basel 1971, ISBN 3-407-15505-0.
- Mit Jens Goßmann: Ökonometrische Bemerkungen zur touristischen Konjunktur, besonderers[!] im Hinblick auf die gegenwärtige Rezession in der Bundesrepublik Deutschland. Univ. d'Aix-Marseille, Centre d'Etudes du Tourisme, Inst. d'Administration des Entreprises, Aix-en-Provence 1968, DNB 577279912.
- Mit Gert Elstermann: Wissenschaftliches und technisches Personal – Gutachten erstellt für das Bundesministerium für wissenschaftliche Forschung. Gersbach, München 1968, DNB 457570997.
- Mit Jens Goßmann: Ökonometrische Untersuchungen der Preisentwicklung in der Bundesrepublik Deutschland. Verlag Stahleisen, Düsseldorf 1968, DNB 457570970.
- Bibliographie zur statistischen Entscheidungstheorie: 1950 –1967. Westdeutscher Verlag, Köln 1968, DNB 457570881 (Unter Mitwirkung von Bernd Leiner).
- Ökonometrische Prognosen. Westdeutscher Verlag, Köln / Opladen 1967, DNB 457570962.
- Das Werk Oskar Andersons. In: Finanzarchiv (Neue Folge). Band 24, Nr. 1, 1965, S. 126–130.
- Gedanken zur Frage der Stabilität statistischer Entscheidungen. In: Metrika. Band 6, 1963, S. 84–94, doi:10.1007/BF02613359.
- Ökonometrie. Betriebswirtschaftlicher Verlag Gabler, Wiesbaden 1961, DNB 453305865.
- Wachstum und Konjunktur des deutschen Fremdenverkehrs 1913 bis 1956 – Eine Analyse der langfristigen Korrelation zwischen Fremdenverkehr und anderen gesamtwirtschaftlichen Grössen. Kramer in Komm., Frankfurt am Main 1959, DNB 453305938.
- Stichproben aus endlichen Gesamtheiten; Theorie und Technik. Klostermann, Frankfurt am  Main 1959, DNB 453305881.
- Die sozialen Merkmale der deutschen Handwerker in der Gegenwart. Institut für Handwerkswirtschaft an der Universität Frankfurt am Main, Frankfurt am Main 1959, DNB 453305849.
- Umsatz, Betriebsgrösse und Betriebsdichte des deutschen Handwerks in der Gegenwart: Eine Auswertung der vorläufigen Ergebnisse der Handwerkszählung 1956. Institut für Handwerkswirtschaft an der Universität Frankfurt am Main, Frankfurt am Main 1958, DNB 453305911.
- Struktur und Einkommensverhältnisse des deutschen Handwerks in der Gegenwart: Ein Bericht über die Ergebnisse der Handwerkszählung 1956. Institut für Handwerkswirtschaft an der Universität Frankfurt am Main, Frankfurt am Main 1958, DNB 453305903.
- Mit Heinrich Kolbeck: Löhne und Gehälter nach den beiden Weltkriegen. Hain, Meisenheim 1958, DNB 453305830.
- Methoden und Probleme der deutschen Fremdenverkehrsstatistik. Kramer in Komm., Frankfurt am Main 1955, DNB 453305857.
- Probleme und Methoden der deutschen Fremdenverkehrsstatistik: zugleich eine Beitrag zur Erörterung der Grundlagen der wirtschafts- und sozialwissenschaftlichen Methodenlehre. Wirtschafts- und sozialwissenschaftliche Fakultät, 1954, DNB 480477884 (Hochschulschrift, Dissertation vom 6. Oktober 1954).
- Der Fremdenverkehr in Frankfurt am Main während der beiden Messen und der Automobilausstellung im Jahre 1953. Institut für Fremdenverkehrswissenschaft an der Johann Wolfgang Goethe-Universität, Frankfurt am Main 1954, DNB 453305822.

### Als Herausgeber
- Mit Rainer Zwer (Hrsg.): Probleme internationaler wirtschafts- und sozialstatistischer Vergleiche. Rolf Wagenführ zum Gedächtnis. Bund-Verlag, Köln 1981, ISBN 3-7663-0198-5.
- Mit Heidi Schelbert, Peter Zweifel (Hrsg.): Stochastische Unschärfe in den Wirtschaftswissenschaften. Haag und Herchen, Frankfurt/Main 1981, ISBN 3-88129-427-9.
- Handwörterbuch der mathematischen Wirtschaftswissenschaften. Bd. 2, Ökonometrie und Statistik. Gabler, Wiesbaden 1979, ISBN 3-409-99132-8.
- Information, Inference and Decision (= Theory and Decision Library. Band 1). D. Reidel, Dordrecht/Boston 1974, ISBN 90-277-0423-6, doi:10.1007/978-94-010-2159-3.
- Beiträge zur Unternehmensforschung – Gegenwärtiger Stand und Entwicklungstendenzen. Physica-Verlag, Würzburg 1969, DNB 456061045.
- Entscheidung und Information: Einführung in moderne Entscheidungskalküle und elektronische Informationssysteme. Metzner, Frankfurt am Main 1968, DNB 456546588.